# Thongue
Pour les articles ayant des titres homophones, voir Tongue et Tong (homonymie).
La Thongue est une rivière française du département de l'Hérault et un affluent de l'Hérault.

## Géographie
De 33,4 km de longueur, la Thongue naît à Pézènes-les-Mines, au nord de Fos, passe à Gabian et à Pouzolles, puis à proximité d'Abeilhan et de Servian. Enfin, ses eaux se mêlent à celles de la Lène 1 km avant son confluent avec l'Hérault à Saint-Thibéry.
La conjonction d'une crue de la Thongue et d'une crue de l'Hérault rend difficile la situation de Saint-Thibéry.

### Communes traversés

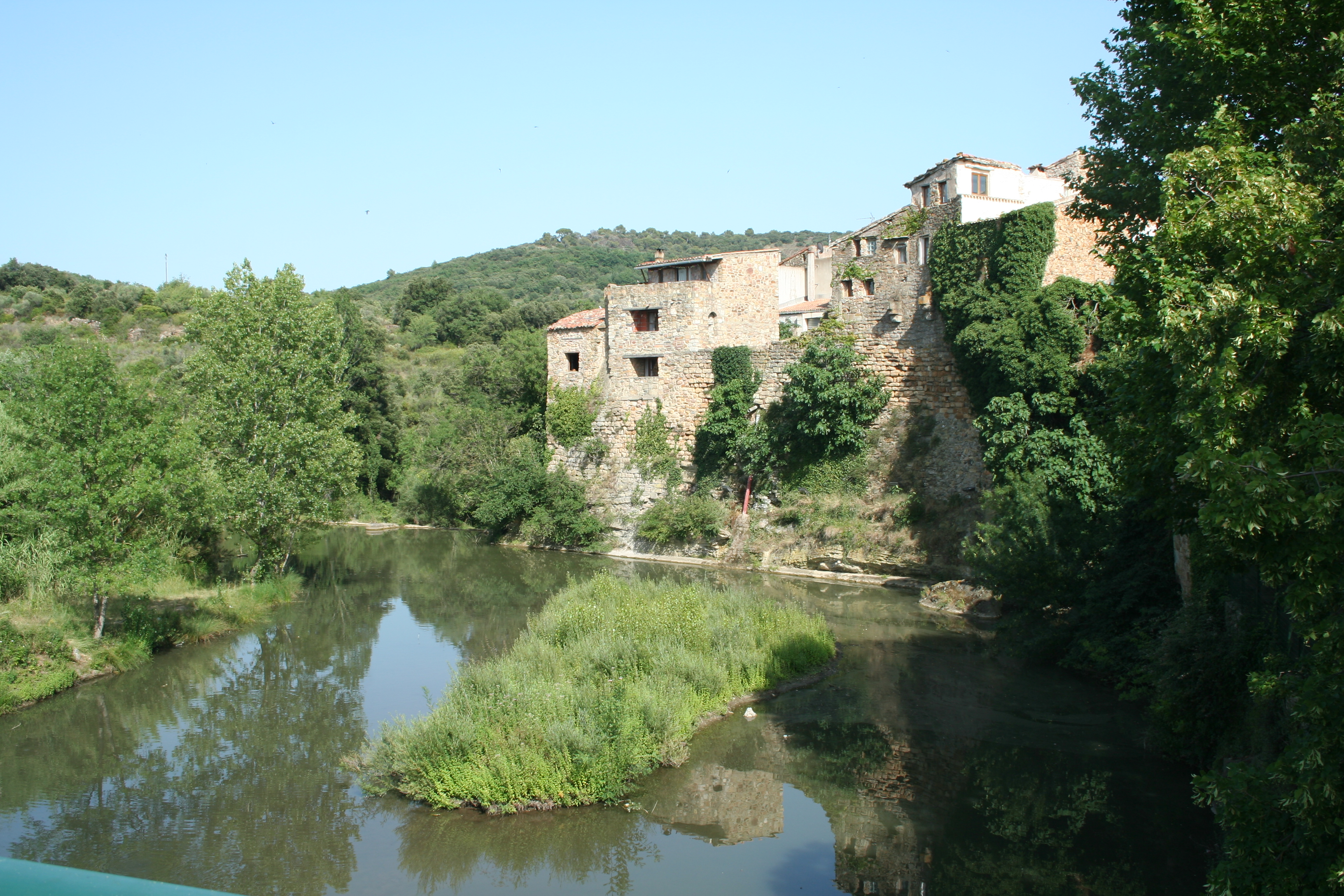
La Thongue à Gabian.

Dans le seul département de l'Hérault (34), la Thongue traverse les onze communes suivantes de Fos, Pézènes-les-Mines, Montesquieu, Roquessels, Gabian, Pouzolles, Abeilhan, Alignan-du-Vent, Servian, Montblanc, Saint-Thibéry.

### Bassin versant
La Thongue traverse une seule zone hydrographique « La Thongue » (Y236) de 150 km2 de superficie. Ce bassin versant est constitué à 73,92 % de « territoires agricoles », à 20,74 % de « forêts et milieux semi-naturels », à 5,21 % de « territoires artificialisés ».

### Organisme gestionnaire
L'organisme gestionnaire est l'EPTB  SMBFH ou Syndicat Mixte du Bassin du Fleuve Hérault, créé en 2009 et sis à Clermont-l'Hérault. 

## Affluents
La Thongue a vingt-trois affluents référencés
- ruisseau de Peyre Négadouire
- ruisseau de Combe Gautier
- ruisseau de la Borie
- ruisseau de Roquessels
- ruisseau de Verdairoles
- ruisseau de Lène
- ruisseau de Rennis
- ruisseau le Rieutort
- ruisseau de Ropil
- ruisseau de Verloronne
- ruisseau de Reynemaltre
- ruisseau de Rozeillan
- ruisseau du Pontil
- ruisseau des Gourps
- ruisseau de Combas
- ruisseau de Rouch
- ruisseau de la Cresse
- ruisseau du Mazel
- ruisseau la Lène, 17,2 km sur six communes avec cinq affluents et de rang de Strahler quatre
- ruisseau de Saint-Michel
- ancien lit de la Thongue
- ruisseau Mère

### Rang de Strahler
Donc le rang de Strahler est de cinq.